# Tingri

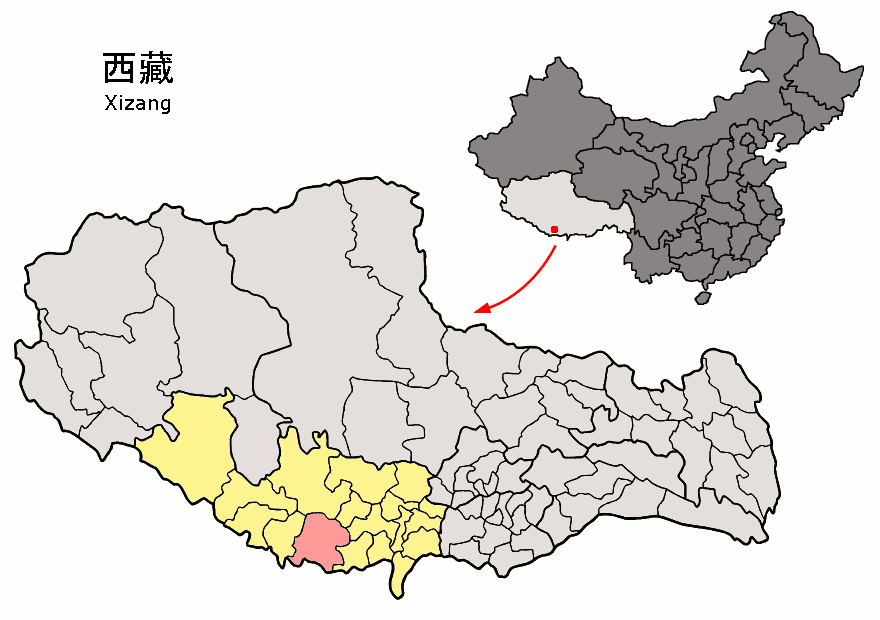
Lage des Kreises Tingri (rosa) im Verwaltungsgebiet der Stadt Xigazê (gelb)

Tingri (tibetisch དིང་རི་རྫོང་ Wylie ding ri, auch Dingri Dzong; chinesisch 定日县, Pinyin Dìngrì Xiàn) ist ein Kreis an der Nordflanke des Himalaya mit Bedeutung für Tourismus und Bergsport wie beispielsweise Bergsteigen und Mountainbikefahren. Er gehört zum Verwaltungsgebiet der Stadt Xigazê im Autonomen Gebiet Tibet der Volksrepublik China. Die Fläche beträgt 13.840 Quadratkilometer und die Einwohnerzahl 58.173 (Stand: Zensus 2020). 1999 lebten im Kreis Tingri 45.157 Einwohner. Hauptort und Sitz der Kreisverwaltung ist Shelkar (tibetisch zhal dkar, chinesisch 协格尔 Xiege’er) bzw. Neu-Tingri, das 8.767 Einwohner (2000) zählt.

## Geographie
Das Gebiet des Kreises Tingri befindet sich mit einer Fläche von 10.000 km², in einer durchschnittlichen Meereshöhe von 5000 Metern. Auf der Webseite der Kreisverwaltung Tingris wird eine aktuell geschätzte Einwohnerzahl von etwa 50.000 angegeben. Angrenzende Kreise sind Ngamring, Nyalam, Lhazê, Sa’gya und Dinggyê. Im Süden des Kreises befindet sich die tibetische nördliche Seite mehrerer Achttausendergipfel im Himalaya, wie auch das in einer Höhe von 5100 Meter erbaute buddhistische Rongbuk-Kloster. Tal und Gletscher mit gleichem Namen, stellen den Beginn einer der Besteigungsrouten des Qomolangma dar. Der Rongbuk ist einer der drei Gletscherarme des Qomolangma.
Außerdem befindet sich hier das höchstgelegene Natur- bzw. Biosphärenreservat der Welt. Neben dem Rongpu-Kloster gibt es in Tingri weitere bedeutsame buddhistische Mönchzentren. Unter anderem in Shelkar und in Nanguo. Durch Tingri fließt der im Nachbarkreis Nyalam als Bum Chu entspringende Oberlauf des Arun, bevor dieser Tibet in Richtung Nepal verlässt.

## Administrative Gliederung
Auf Gemeindeebene setzt sich der Kreis aus zwei Großgemeinden und elf Gemeinden zusammen. Diese sind (Pinyin/chinesisch):
- Großgemeinde Xiege'er 协格尔镇
- Großgemeinde Gangga 岗嘎镇

- Gemeinde Qudang 曲当乡
- Gemeinde Zhaxizong 扎西宗乡
- Gemeinde Kema 克玛乡
- Gemeinde Rongxia 绒辖乡
- Gemeinde Cuoguo 措果乡
- Gemeinde Quluo 曲洛乡
- Gemeinde Changsuo 长所乡
- Gemeinde Nixia 尼辖乡
- Gemeinde Zhaguo 扎果乡
- Gemeinde Penji 盆吉乡
- Gemeinde Jiacuo 加措乡

## Klima
|                       | Jan   | Feb   | Mär   | Apr  | Mai  | Jun  | Jul  | Aug  | Sep  | Okt  | Nov   | Dez   |   |      |
| Mittl. Tagesmax. (°C) | 4,2   | 6,3   | 9,2   | 11,8 | 16,1 | 19,3 | 18,1 | 17,6 | 16,2 | 13,1 | 7,3   | 5,5   | ⌀ | 12,1 |
| Mittl. Tagesmin. (°C) | −18,5 | −15,2 | −10,3 | −6,1 | −0,9 | 5,1  | 7,2  | 7,1  | 2,6  | −5,3 | −13,1 | −16,2 | ⌀ | −5,3 |
|                       |       |       |       |      |      |      |      |      |      |      |       |       |   |      |
| Niederschlag (mm)     | 0     | 0     | 0     | 3    | 5    | 33   | 101  | 109  | 41   | 1    | 0     | 0     | Σ | 293  |
|                       |       |       |       |      |      |      |      |      |      |      |       |       |   |      |
| Regentage (d)         | 0     | 0     | 0     | 2    | 3    | 6    | 15   | 16   | 12   | 1    | 0     | 0     | Σ | 55   |

| −18,5 |

| −15,2 |

| −10,3 |

| −6,1 |

| −0,9 |

| 5,1 |

| 7,2 |

| 7,1 |

| 2,6 |

| −5,3 |

| −13,1 |

| −16,2 |

| −18,5 |

| −15,2 |

| −10,3 |

| −6,1 |

| −0,9 |

| 5,1 |

| 7,2 |

| 7,1 |

| 2,6 |

| −5,3 |

| −13,1 |

| −16,2 |

Tingri
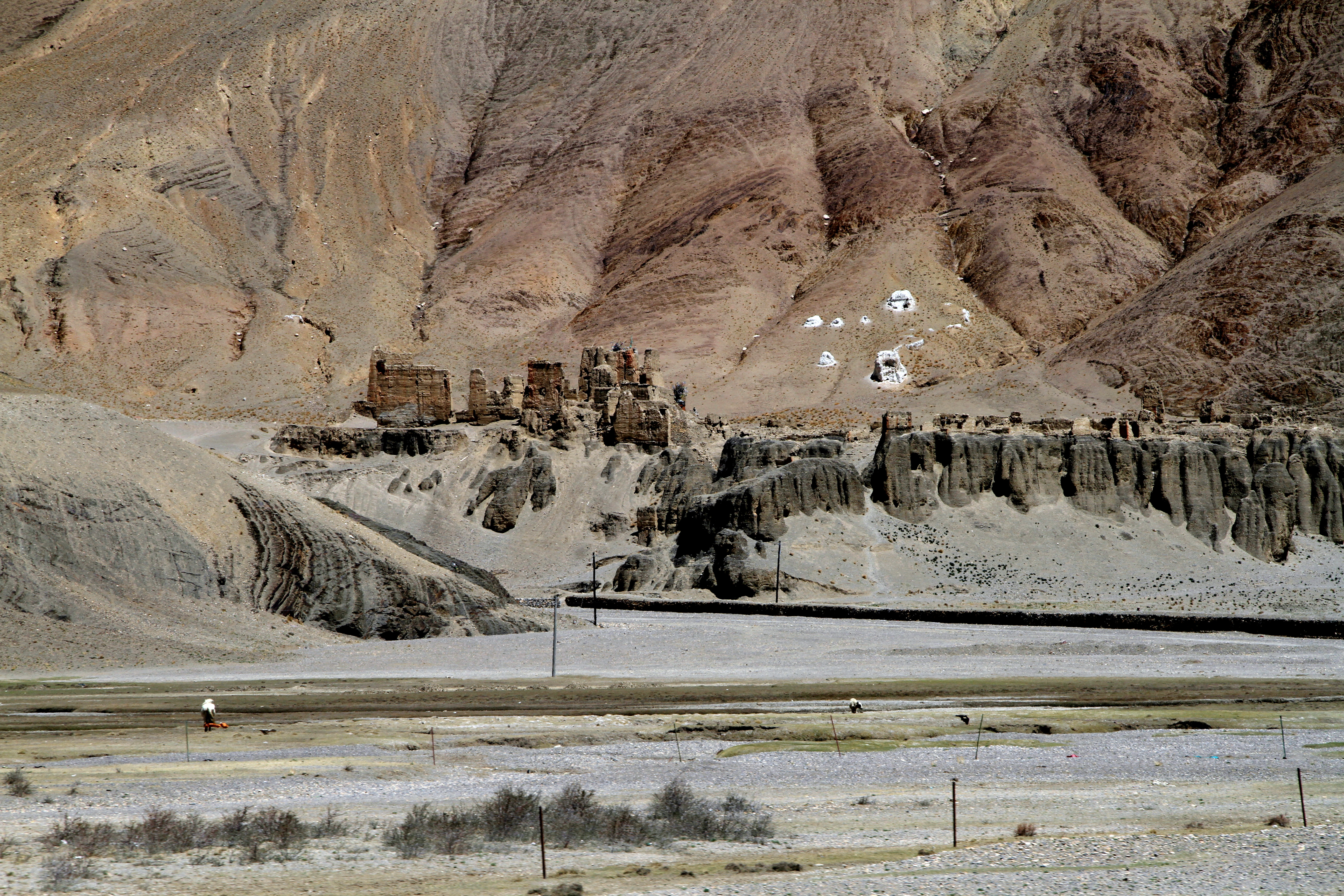
Lalung La nach Shelkar
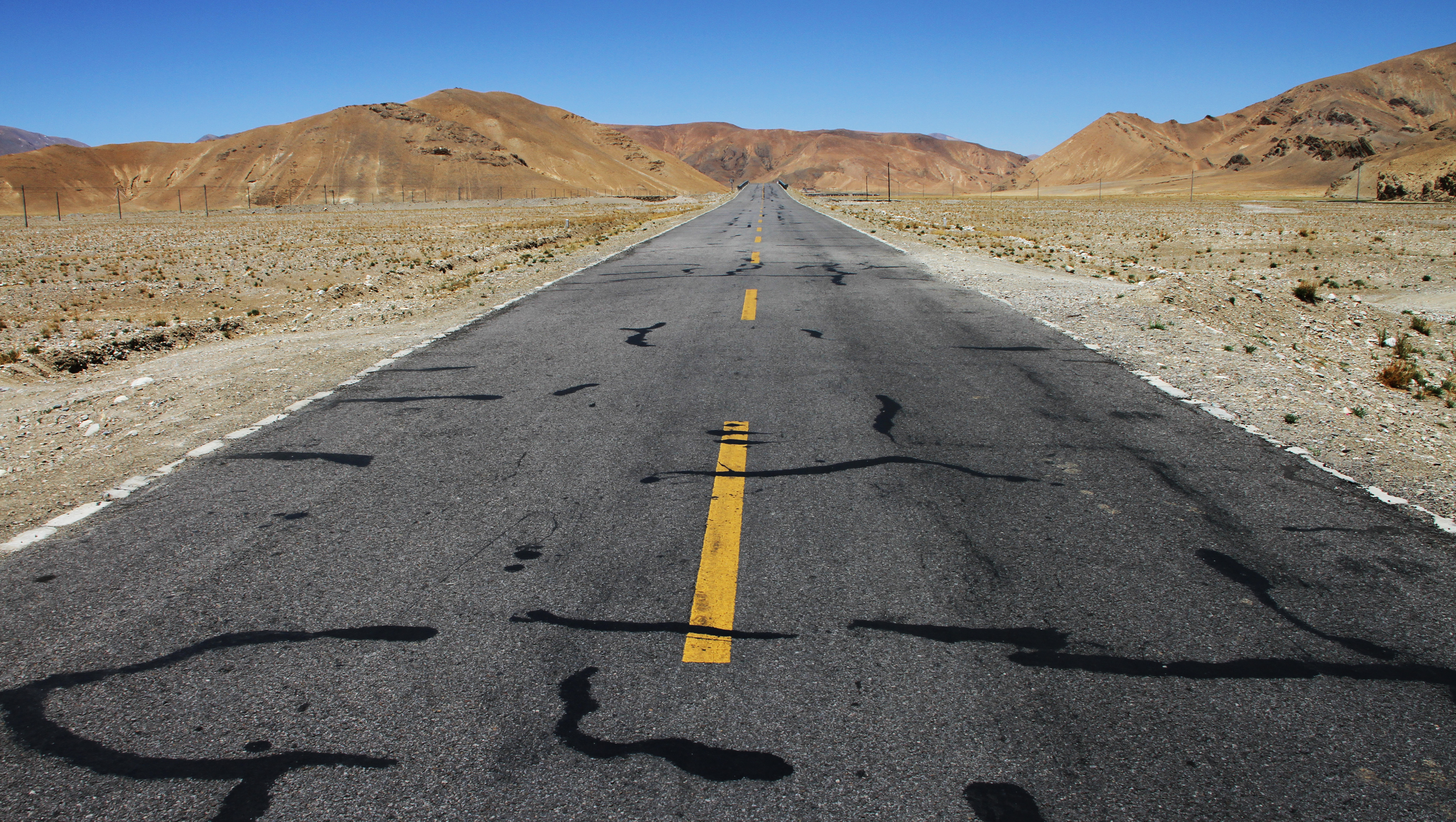
Friendship Highway
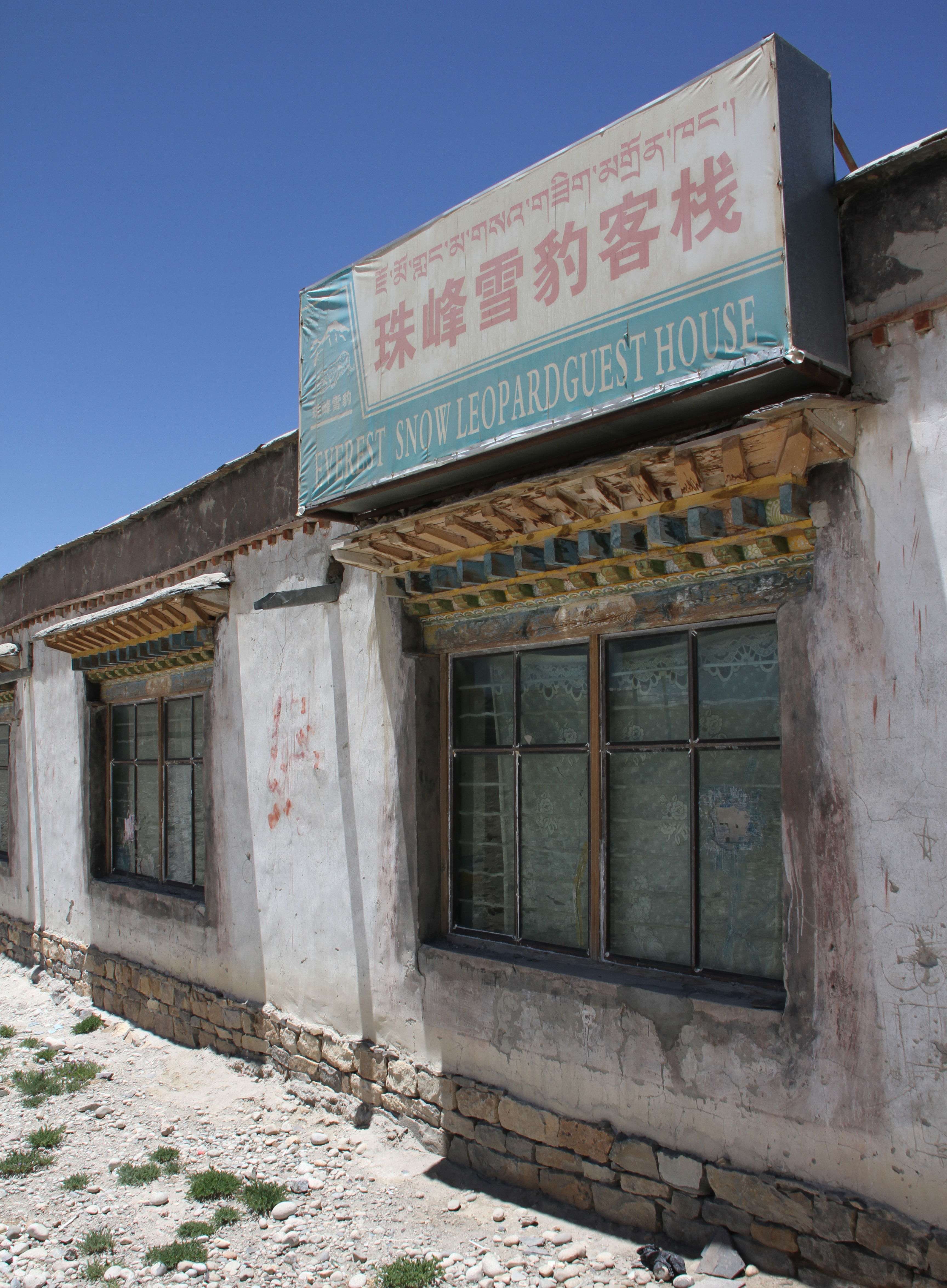
Snowleopard Guest House
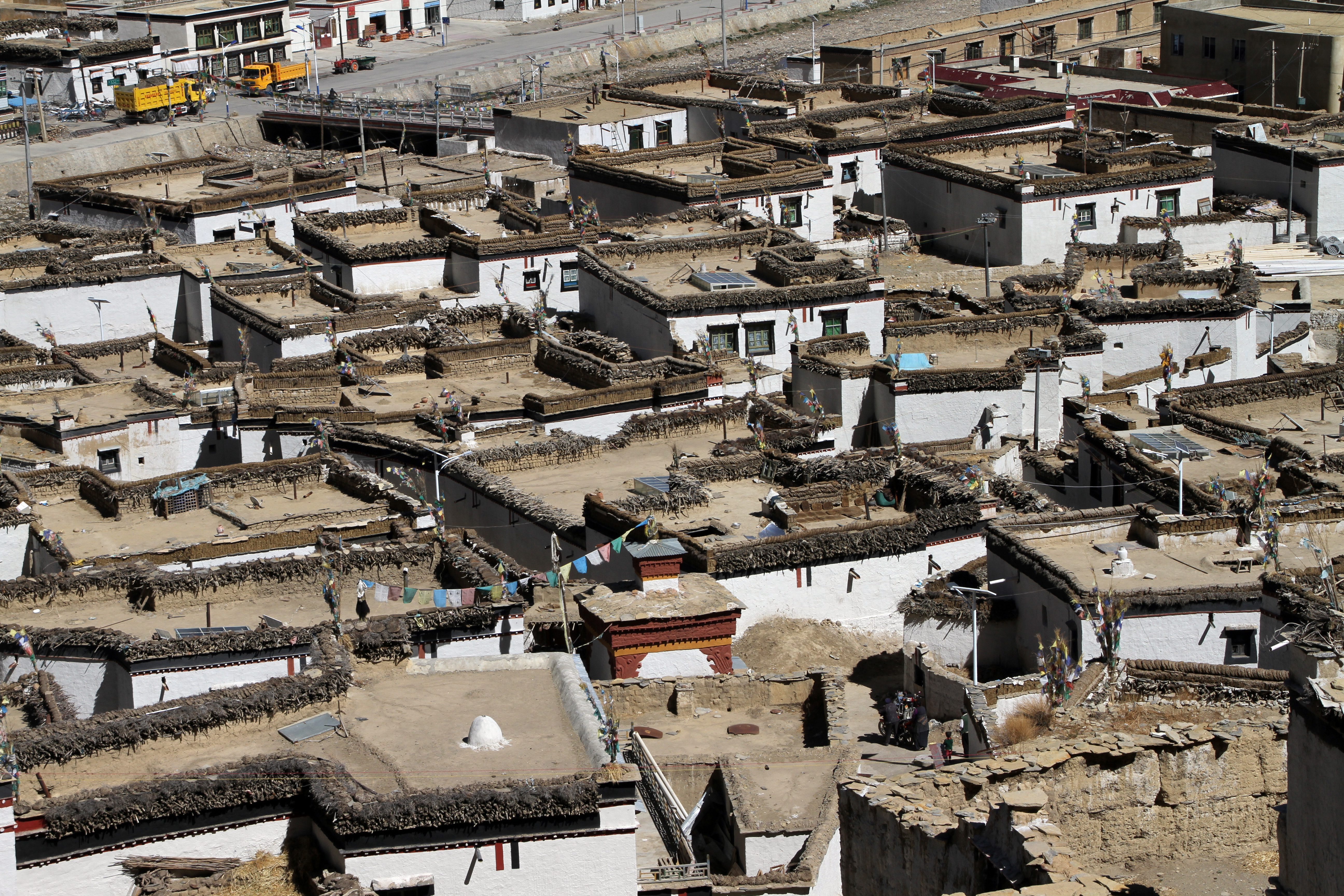
Shelkar (2014)
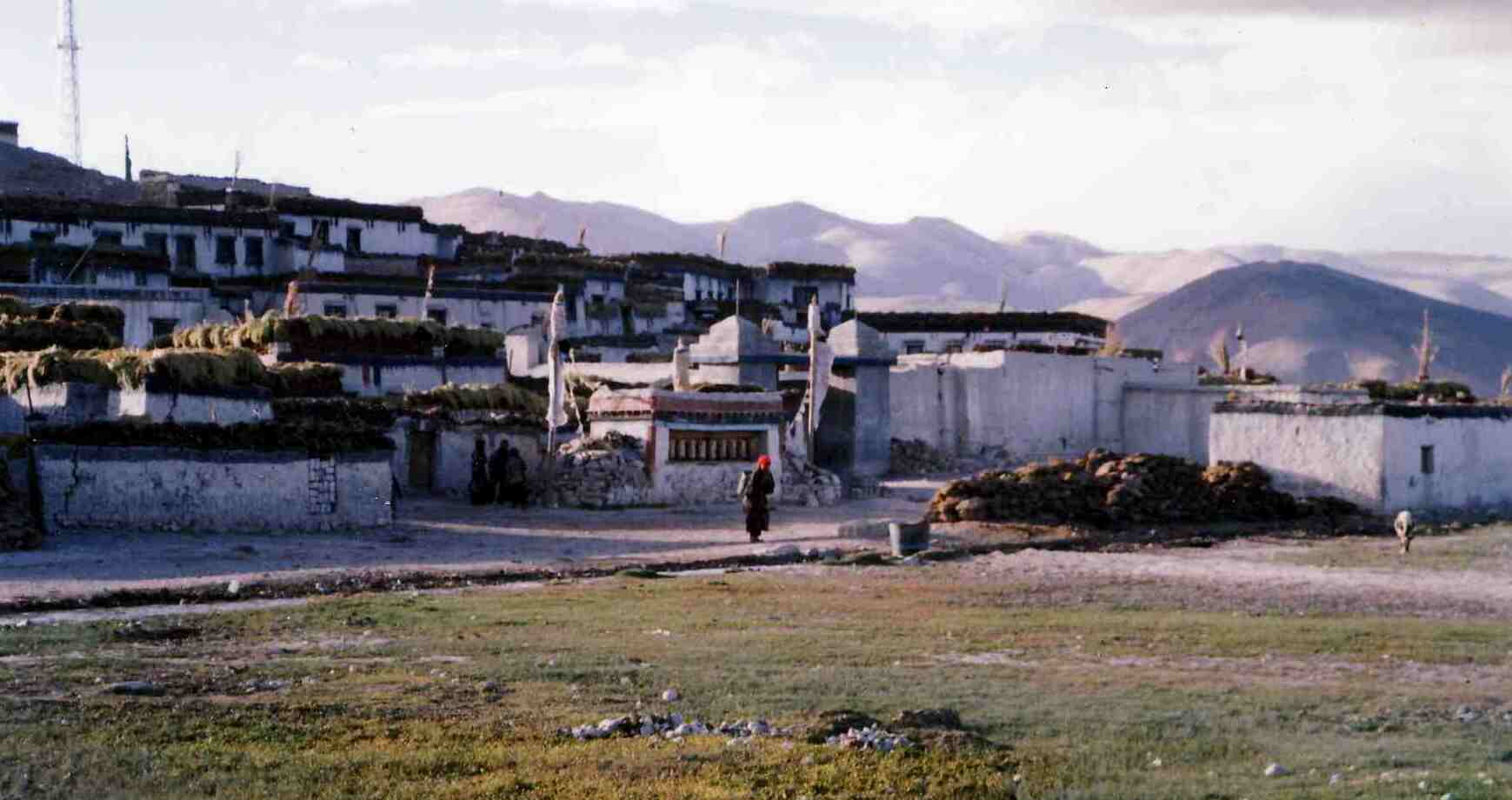
Tingri (1993)
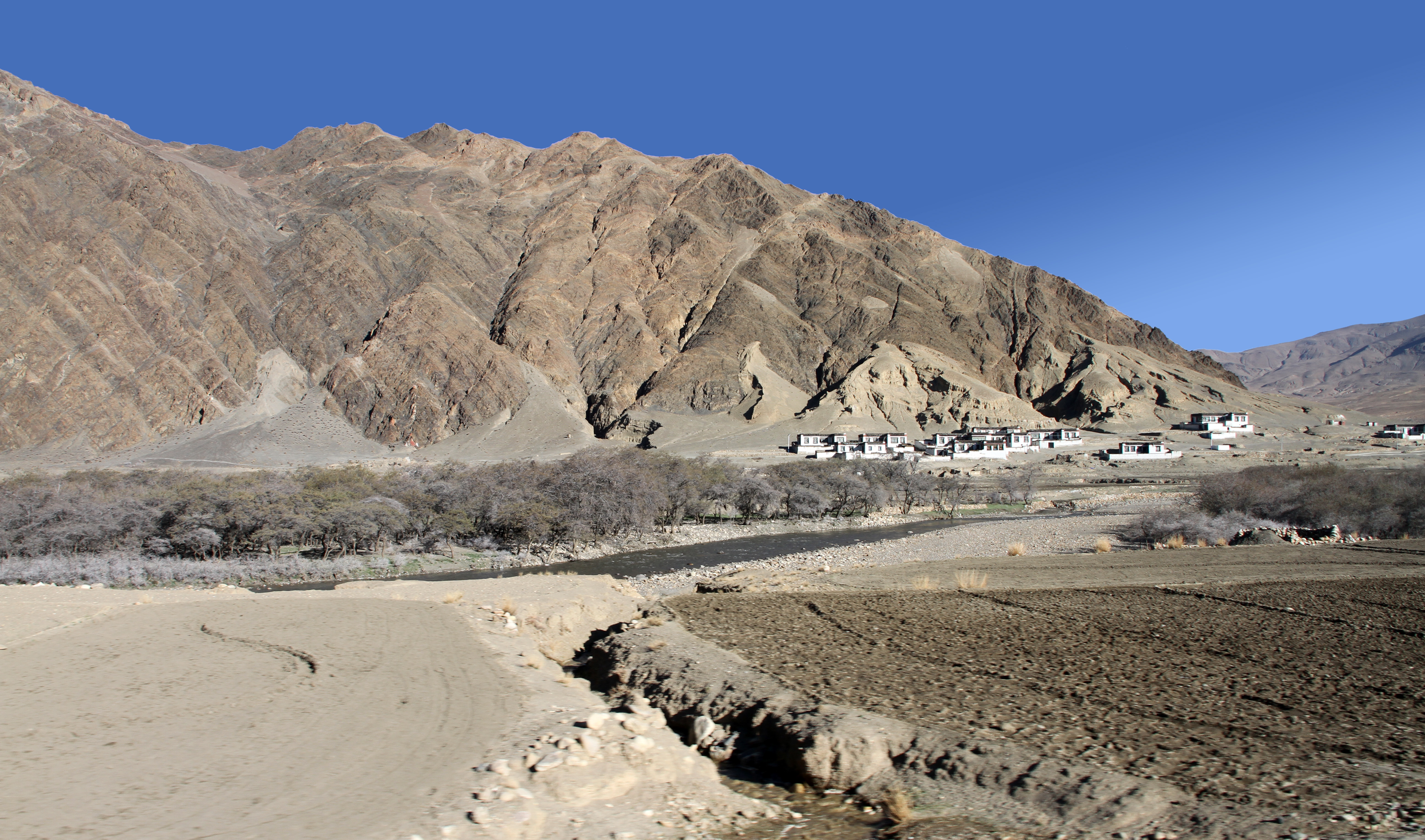
Neues Dorf
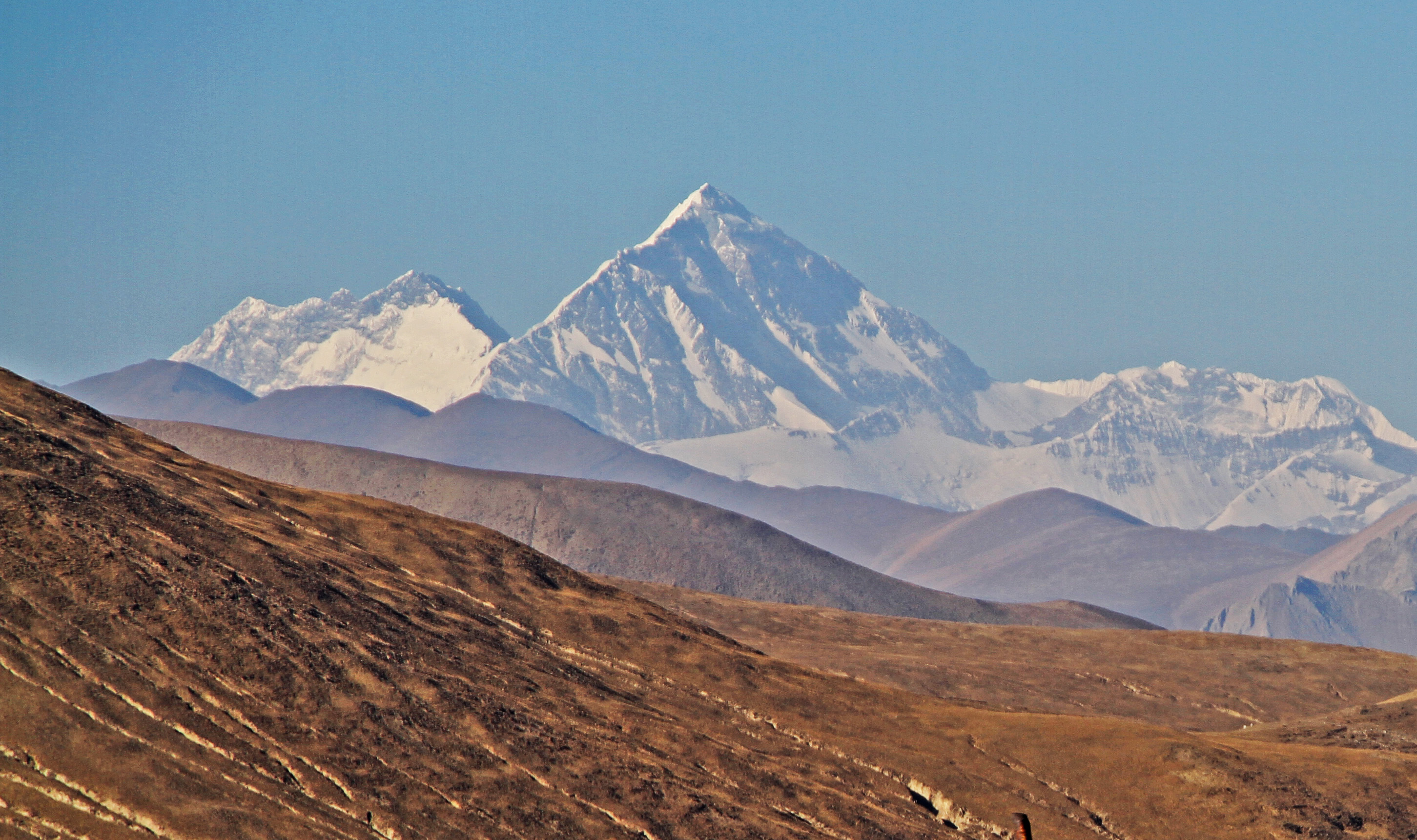
Mount Everest
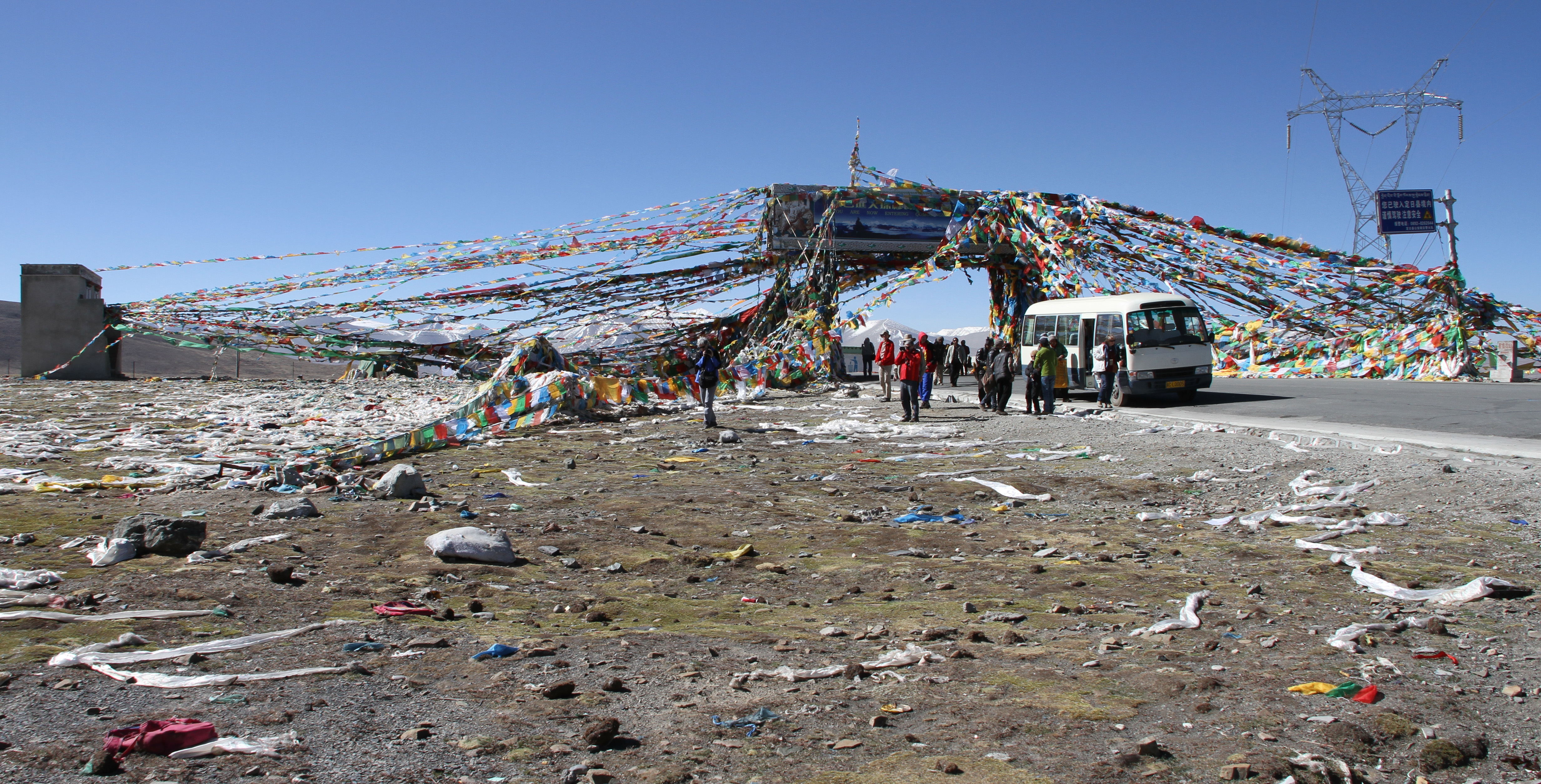
Gyatso La 5248 m